# Металкогольный психоз
Металкого́льные психо́зы, или просто алкого́льные психо́зы, — общее название психозов, возникающих вследствие чрезмерного употребления спиртных напитков. Металкогольные психозы подразделяют на делирии, галлюцинозы, бредовые психозы, энцефалопатии и патологическое опьянение.
Современное название отражает специфику патогенеза состояний, а именно ту их особенность, что все они развиваются не на высоте непосредственного взаимодействия с алкоголем, а после того как интоксикация разрешена, то есть на высоте алкогольного абстинентного синдрома. Эта же особенность отражена и в современной классификации металкогольных психозов в МКБ-10, где для них в целом используется формулировка «психотические расстройства, вызванные приёмом алкоголя» (F10.5x), а хронический (рецидивирующий) алкогольный галлюциноз и алкогольный бред ревности кодируются отдельно как «психотическое расстройство с поздним дебютом, вызванное приёмом алкоголя» (F10.75).

## Алкогольный делирий
Алкогольный делирий (белая горячка, лат. delirium tremens) — острый металкогольный психоз, протекающий в форме сужения сознания с возникновением комплексного истинного галлюциноза с чувственным бредом и напряжением аффекта с двигательным возбуждением и сохранностью самосознания.
Классический алкогольный делирий развивается на высоте абстинентного синдрома. Присоединение соматических заболеваний, травм и иных интоксикаций обостряет и утяжеляет течение психоза пропорционально тяжести фонового заболевания. Начальными признаками развития делирия являются ухудшение ночного сна, неустойчивость аффекта (на протяжении короткого времени отмечается многократная смена настроения), вегетативные расстройства, бессонница; короткий беспокойный сон прерывается тяжелыми сновидениями устрашающего и угрожающего характера. К этому присоединяются парейдолии и, наконец, возникают истинные зрительные галлюцинации, вначале в форме включений в обычное видимое пространство, например в виде тараканов, бегающих по реально существующим предметам. Постепенно галлюцинаторная картина становится сценоподобной, причем больной принимает непосредственное участие в «происходящих событиях». Иногда галлюцинации характеризуются множественностью более или менее однородных предметов — например, больной видит и осязает множество верёвок, которые свисают с потолка, вылезают из стен, душат его; стальная или медная проволока заполняет рот, влезает в горло и т. п. Галлюциноз при алкогольном делирии обязательно носит комплексный характер, то есть наряду со зрительными возникают слуховые, тактильные, обонятельные обманы: если больной видит змею, то обязательно слышит её шипение, треск ломаемых ею предметов, а когда она прикасается к нему, чувствует холод ее кожи и тяжесть её тела, ощущает удушье от её колец на шее. Галлюцинации сопровождаются ярчайшим аффективным подкреплением и, соответственно, чувственным бредом с бредовым поведением — двигательное возбуждение отражает содержание галлюцинаций. Ориентировка в месте обычно соответствует степени погружённости в галлюциноз — чем он сильнее, тем менее больной ориентирован в месте. Ориентировка в собственной личности всегда сохранена, все, что происходит вокруг больного, ни в коей мере не изменяет его самого, хотя и увлекает полностью, но именно его, такого, каким он себя ощущает всегда. Исключительно характерным для делирия является расстройство восприятия времени — ближе к началу больной воспринимает события, как происходящие на несколько дней/недель раньше, чем в реальной жизни, перед разрешением делирия — как происходящие позднее на несколько дней/недель. Для начала алкогольного делирия характерно наличие «светлых» промежутков в утреннее и дневное время и усиление выраженности симптоматики в вечернее и ночное время. Собственно галлюциноз при делирии развивается впервые вечером или на ночь.
Для соматической сферы характерно повышение симпатического тонуса со всеми присущими элементами — тахикардей, лихорадкой, потливостью, гиперемией кожи и склер, гипербилирубинемия, ускорением СОЭ, сдвигом лейкоцитарной формулы влево. Ввиду выраженного повышения уровня глутамата в структурах головного мозга развиваются двигательные расстройства в виде тремора, вплоть до генерализованного, гипертонуса скелетных мышц с абсолютной дискоординацией движений. Может развиться эписиндром в виде одиночных больших припадков, а в тяжёлых случаях в виде эпистатуса.
Длительность классического алкогольного делирия 3—5 суток, реже 7—10 суток. Исход — более или менее выраженная астенизация со снижением эмоционального фона и спонтанности.
Тяжёлый делирий развивается, как правило, при возникновении соматического заболевания (пневмония), травмы или у ослабленных, истощенных больных, характеризуется тяжёлым нарушением пространственно-временной ориентировки с двигательной и аффективной неподвижностью, часто предшествует в энцефалопатии Гайе — Вернике.
Отдельными формами тяжёлого делирия являются:
1. профессиональный делирий. Характеризуется молчаливым двигательным возбуждением в пределах постели, имеющим характер автоматически повторяемых движений, связанных с привычной профессиональной деятельностью, и слабо выраженными вовне галлюцинациями и бредом с обрывками комментариев привычного профессионального характера;
2. мусситирующий (бормочущий) делирий, характеризующийся простыми однообразными действиями, сочетающимися с бормотанием.

Соматически при тяжёлом делирии наблюдаются те же расстройства, что и при классической форме, однако гораздо более выраженные — так, лихорадка становится гиперпиретической.
Тяжёлый делирий может перетекать в алкогольную энцефалопатию Гайе — Вернике, алкогольный Корсаковский синдром и грубые органические дефекты.
Прогноз при тяжёлом делирии всегда неблагоприятный.
Редуцированный делирий или делирий без делирия характеризуется кратковременностью, фрагментарностью психотической симптоматики с полным сохранением всех остальных расстройств, считая и расстройство ориентации во времени. Иллюзорные, галлюцинаторные расстройства нестойкие, нарушение ориентировки возникает только во времени. Психоз длится так же, как и развернутый делирий, но может в некоторых случаях продолжаться несколько часов, а может тянуться неделями с переходом в выраженный органический синдром с преимущественным поражением аффективной сферы, злобностью, с выраженным выхолащиванием личности.
Атипичный смешанный делирий характеризуется наличием в структуре делирия симптоматики, характерной для эндогенных психозов: дереализации и деперсонализации, расстройства схемы тела и развитием синдрома Кандинского — Клерамбо, разрешающегося вместе с разрешением острого состояния.
Делирий с онирическими расстройствами (алкогольный ониризм) характеризуется выраженным сценоподобным зрительным псевдогаллюцинозом, симптомами субступора или ступора.
Смертность при алкогольном делирии составляет от 1 % до 16 % в зависимости от формы и качества проводимой терапии.

## Алкогольные галлюцинозы
Алкогольный галлюциноз представляет собой психоз с преобладанием вербальных галлюцинаций с чувственым бредом и аффективными расстройствами (преимущественно тревоги). По распространенности алкогольные галлюцинозы занимают второе место среди алкогольных психозов после делирия.
Острый алкогольный галлюциноз развивается на высоте запоя или при похмельном синдроме и характеризуется наличием слуховых вербальных галлюцинаций и связанным с их содержанием бредом преследования. Чаще больной слышит несколько «голосов» в форме их диалога между собой о больном, реже «голоса» обращаются к самому больному, иногда угрожают, оскорбляют. Бредовые идеи преследования связаны с содержанием галлюцинаций, несистематизированы, отрывочны. В настроении преобладает аффект тревоги. В начале галлюциноза имеет место двигательное возбуждение, постепенно сменяющееся заторможенностью. Симптомы заболевания усиливаются в вечернее и ночное время. Длительность острого галлюциноза от 2—3 дней до нескольких недель, редко до месяца.
Подострый (затяжной) алкогольный галлюциноз продолжается от 1 до 6 месяцев (чаще 2-3 месяца), редко до года. Начальная симптоматика аналогична симптомам острого галлюциноза, но в дальнейшем присоединяются депрессивные или бредовые расстройства.
Варианты течения подострого алкогольного галлюциноза:
1. с преобладанием вербальных галлюцинаций — на фоне острого галлюциноза постепенно редуцируются аффективные расстройства и бред, поведение больных становится упорядоченным, отношение к галлюцинациям спокойное;
2. с преобладанием депрессивного аффекта — на фоне острого галлюциноза тревожный аффект трансформируется в депрессию тоски;
3. сочетающийся с бредом — на фоне острого галлюциноза происходит постепенная редукция галлюцинаций с сохранением бредовых идей отношения и преследования.

Хронический алкогольный галлюциноз длится от 6 месяцев до нескольких лет.
Варианты течения:
1. без бреда (встречается чаще) — вербальные галлюцинации отмечаются в течение всего дня в форме диалога или монолога, носят комментирующий характер, периодически интенсивность галлюцинаций уменьшается, периодически усиливается, отношение больных к галлюцинациям спокойное;
2. с бредом — характеризуется наличием стойкого бреда преследования, содержание которого связано с содержанием галлюцинаций, течение перманентное, галлюцинаторные расстройства могут периодически редуцироваться.

## Алкогольные бредовые психозы
Алкогольные бредовые психозы представляют собой психозы, основным проявлением которых является бредообразование.
Острый алкогольный параноид развивается на высоте запоя или на фоне похмельного синдрома, характеризуется наличием бреда преследования, содержание которого, как правило, исчерпывается преследованием со стороны ближайших окружающих. В ряде случаев бред сопровождается необильными вербальными иллюзиями и галлюцинациями, отдельными делириозными симптомами (зрительными галлюцинациями), возникающими в вечернее и ночное время. В аффективной сфере — растерянность, тревога, страх. Поведение импульсивное (больной может внезапно броситься в бегство, иногда нападает на воображаемых врагов). Продолжительность психоза от нескольких дней до нескольких недель.
Затяжной алкогольный параноид развивается из острого. Исчезает иллюзорный компонент бреда, наступает некоторая его систематизация. Фон настроения тревожно-угнетенный, больной недоверчив, избегает контактов с предполагаемыми недоброжелателями. Алкогольные эксцессы обостряют бредовые переживания.
Алкогольный бред ревности (алкогольная паранойя) возникает почти исключительно у мужчин, как правило, после 40 лет, развивается постепенно. Больной начинает «замечать», что жена относится к нему невнимательно, с неприязнью, проявляет холодность в интимных отношениях, часто уходит из дома, постоянно задерживается. Подозрения о неверности вначале смутные, затем становятся постоянными. Больной начинает утверждать, что жена изменяла ему и раньше, до замужества, что дети родились не от него. Систематизация бреда может сопровождаться вербальными иллюзиями. Больной начинает следить за женой, может применить в отношении неё насильственные действия. Агрессия в отношении мнимого соперника, даже персонифицированного, наблюдается редко. Алкогольный бред ревности принимает хроническое течение с периодическими обострениями.

## Алкогольные энцефалопатии
Алкогольные энцефалопатии — вид алкогольных психозов, для которых характерно сочетание психических нарушений с системными неврологическими и соматическими расстройствами, нередко доминирующими в клинической картине заболевания. Алкогольные энцефалопатии развиваются при алкоголизме II—III стадии, чаще в весенние и первые летние месяцы. Условно выделяют острые и хронические формы алкогольных энцефалопатий, к острым относится энцефалопатия Гайе — Вернике, к хроническим — корсаковский психоз и алкогольный псевдопаралич.
Энцефалопатия Гайе — Вернике является исходом тяжёлых делириев у соматически ослабленных больных, тяжёлых травматиков (переломы таза, бедра), на фоне инфекций. Возникающий психоз чаще представлен профессиональным или мусситирующим делирием. Неврологические расстройства представлены гипертонусом мышц, гиперкинезами, кожной гиперестезией, полинейропатиями различных локализаций, на высоте заболевания появляется паралич глазодвигательных мышц, светобоязнь, нистагм. Вегетативные расстройства: нарушения сердечного ритма, лихорадка центрального генеза, недержание кала и мочи. Через несколько часов после появления первых симптомов заболевания развивается оглушение, переходящее в кому. Через несколько дней наступает смерть, без лечения заболевание заканчивается смертью через несколько часов, максимум — через двое-трое суток.
Хронические энцефалопатии могут развиваться постепенно, а могут остро, как правило, после алкогольного делирия.
Корсаковский психоз алкогольный проявляется нарушениями памяти: фиксационная амнезия, ретроградная амнезия, конфабуляции, псевдореминисценции. Неврологические нарушения представлены полинейропатиями. Речь и двигательные реакции обеднены. Заболевание длится месяцы, годы. При прекращении употребления алкоголя возможны улучшения.
Алкогольный псевдопаралич характеризуется развитием деменции с выраженными нарушениями памяти, потерей приобретённых знаний и навыков, нарушениями суждения, отсутствием осознания болезни и критики. Настроение беспечное, иногда отмечаются идеи величия. Заболевание длится годами.

## Патологическое опьянение
Транзиторный психоз, представляет собой форму сумеречного состояния и, таким образом, характеризуется внезапным возникновением искажённого восприятия обстановки в сочетании с аффектами страха, тревоги, гнева, ярости, с развитием резкого двигательного возбуждения; часто с агрессивными действиями в отношении окружающих. Развивается сразу после употребления небольшой дозы алкоголя, как правило, после переутомления, длительного эмоционального перенапряжения, после длительного тяжёлого напряжения внимания, у пожилых, органиков, иногда — на фоне приёма бензодиазепинов и барбитуратов.
Выделяют эпилептоидную и параноидную формы патологического опьянения. При эпилептоидной форме, как указывалось выше, преобладают тотальная дезориентировка, полная потеря контакта с реальностью, резкое моторное возбуждение со злобой, страхом, с бессмысленной жестокой агрессией (см. сумеречное состояние сознания).
Для параноидной формы характерны галлюцинаторные и бредовые переживания устрашающего характера. Двигательная активность приобретает форму сложных психических актов — бегства от преследователей, часто с использованием транспорта, защита от «противников», нападение на случайных прохожих.